# 카우보이 빈즈

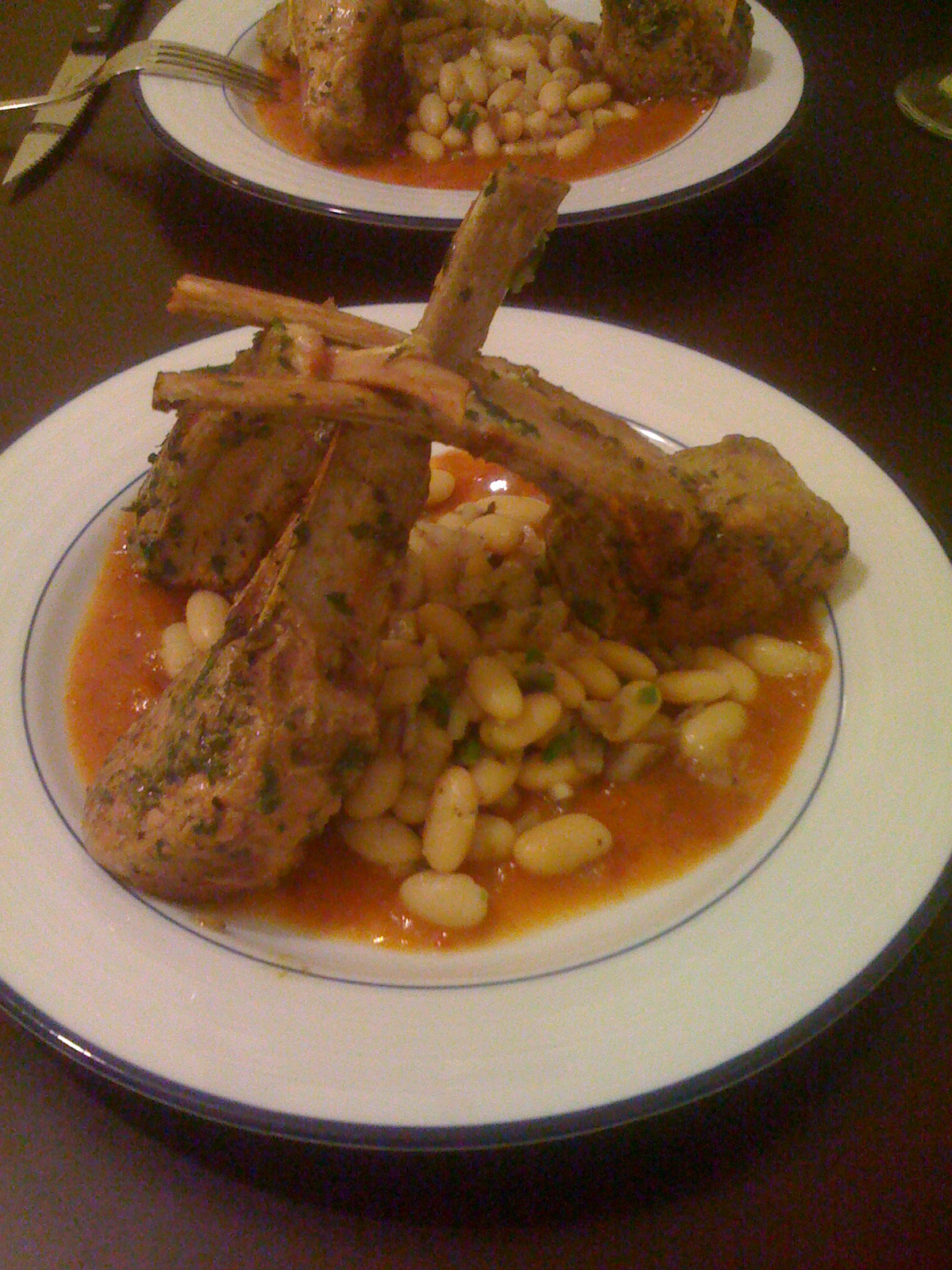
과히요 칠리소스와 콩에 양갈비를 곁들인 '카우보이 빈즈'. 핀토콩에 양파, 마늘, 베이컨을 넣어 스튜로 만든 것이 주된 특징이다.

카우보이 빈즈 (Cowboy beans)는 미국 남서부의 대중적인 콩 요리이다. 핀토콩이란 이름의 콩과 다진 소고기를 달짝지근하면서도 톡 쏘는 소스에 요리한 것으로, 소고기가 아닌 고기도 들어갈 수 있다. 맛은 대체로 베이크트 빈즈와 비슷하지만 그보다는 좀 더 미국 남서부식으로 재탄생한 맛이다. 카우보이 빈즈는 조리법에 따라 스튜로 끓이거나 아니면 볶아 만든다. 또 칠리와 거의 같은 재료가 들어가지만 맛은 상당히 다르다.
이름은 카우보이지만 재료에 구운콩 통조림이나 케첩, 바베큐 소스 등의 가공품이 들어가기 때문에 카우보이가 먹는 요리라고 하기엔 거리가 좀 있다. 그래서 카우보이 빈즈라는 이름이 어디서 유래된 것인지도 명확히 밝혀진 바가 없다. 조리하기도 쉽고 간단한 요리이기 때문에 영미권 요리책이나 인터넷 등에서 다양하게 응용된 조리법을 찾아볼 수 있다.
미국의 텍사스주에서는 주식으로 먹기도 하며, 서부극 영화 《내 이름은 튜니티》 (1970년)에서도 주인공이 이것을 맛있게 먹는 장면으로 유명하다.

## 재료

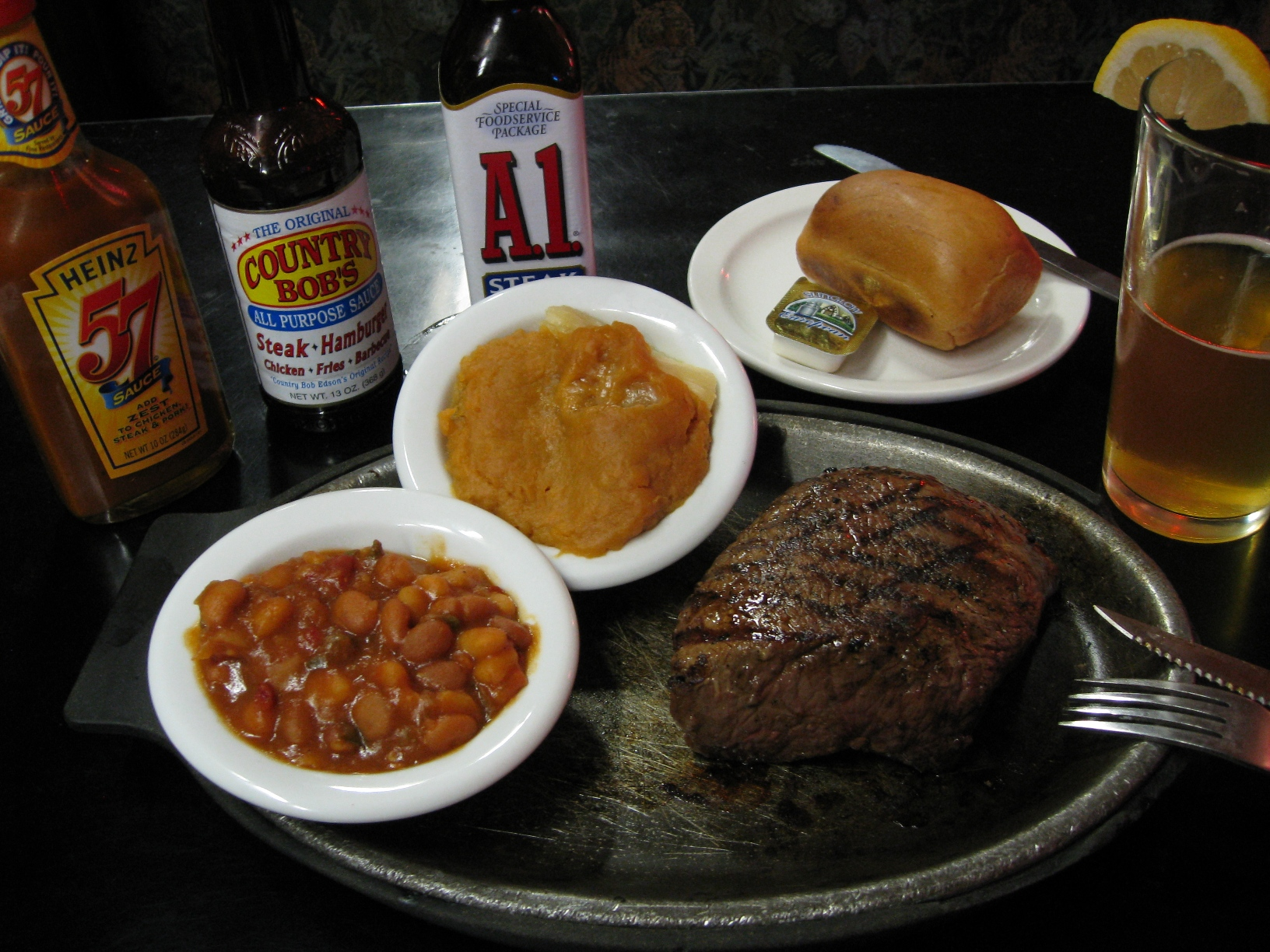
스테이크와 곁들인 카우보이 빈즈 (맨 왼쪽 접시)

카우보이 빈즈에는 대체로 다음과 같은 재료가 들어간다.
- 포크 앤드 빈즈[4]
- 다진 소고기[2]
- 베이컨
- 양파
- 후추
- 케첩
- 바비큐 소스
- 흑설탕
- 우유
- 밀가루

## 같이 보기
- 베이크트 빈즈
- 프리홀레스 차로스 - 멕시코판 카우보이 빈즈